# لويس أنطوان فرانسوا بايلون
لويس أنطوان فرانسوا بايلون (بالفرنسية: François Baillon)‏ (و. 1778 – 1855 م) هو عالم طيور، وعالم حيواني من فرنسا . ولد في مونترويل (باد كاليه) . وكان عضواً في الجمعية الملكية .
توفي في أبفيل، عن عمر يناهز 77 عاماً.